# 한극함
한극함(韓克諴, 생년 미상 ~ 1593년)은 조선 중기의 관리이다. 경원부사(慶源府使)를 거쳐 함경북도 병마절도사에 이르렀다.
1592년 임진왜란 당시 해정창(海汀倉, 지금의 함경북도 김책시)에서 가토 기요마사(加藤淸正)의 군사와 전투를 치렀으나 패배하여 포로가 되었다.